# Полунин, Вячеслав Иванович
Вячесла́в (Сла́ва) Ива́нович Полу́нин (род. 12 июня 1950, Новосиль, Орловская область) — советский и российский клоун, мим, актёр театра и кино, театральный режиссёр; народный артист Российской Федерации (2001), лауреат премии Ленинского комсомола (1986).

## Биография
Родился 12 июня 1950 года в городе Новосиль Орловской области.
Окончил Ленинградский государственный институт культуры имени Н. К. Крупской и эстрадное отделение ГИТИСа.
Актёр-мим, клоун, автор и постановщик клоунских номеров, реприз, масок, героев, спектаклей. В 1968 году организовал мим-театр «Лицедеи», ставший в 1980-е годы популярным на весь Советский Союз, как и его главный персонаж Асисяй. Наибольшей известностью пользовались номера «Асисяй!», «Низзя» и «Грустная канарейка» («Блю-Блю-Блю-Канари…», автор номера Роберт Городецкий).
Организатор «Мим-парада» (1982), Всесоюзного фестиваля уличных театров (1987), Первого всесоюзного фестиваля «Конгресс дураков» (1988).
Весной и летом 1989 года с подачи Полунина караван бродячих комедиантов, стартовав в Москве, превратил Европу в единое театральное пространство. Так началась традиция европейского фестиваля уличных театров «Караван мира» (1989). Один из главных учредителей Академии дураков, которая в 1993—1994 гг. провела в Московском киноцентре фестивали «Бабы-дуры».
С 1988 года Полунин работает в основном за границей, жил в Лондоне, сейчас живёт недалеко от Парижа в поместье «Жёлтая мельница».
В 1991 году стал артистом канадского Cirque du Soleil. В 1993 году собрал новую труппу. Поставил 30 шоу-спектаклей: «Фантазёры» (1969), «Чурдаки» (1982), «сНЕЖНОЕ шоу» (1993), «Дьябло („Diablo“)» (1997, поставлен вместе с Терри Гиллиамом, где они оба играли главные роли), «Воздушные замки» (2007) и др. Снялся в фильмах: «Только в мюзик-холле» (1980), «Небывальщина» (1983), «Как стать звездой» (1986), «Убить дракона» (1988) и др. Главную роль исполнил в фильме Эльдара Рязанова «Привет, дуралеи!» (1996).
Народный артист России. За шоу «Живая радуга» королева Великобритании Елизавета II удостоила его звания «Почётный житель Лондона».
В 2000 году впервые приехал в Москву с шоу-спектаклем о возвращении «Снежная симфония (Snow Show)».
В 2001 году организовал программу площадных театров Московской театральной олимпиады.
Накануне январских гастролей 2008 года в Берлине (Адмиралспаласт) корреспондент русскоязычной газеты Германии «Европа-экспресс» записал интервью, в котором Полунин рассказывает о своей новой идее театрализации жизни:
Одно из моих любимых занятий — это размытие границы между жизнью и искусством. Этому и посвящён проект, который реализуется в Париже.
|  |  |  |  |  |
|  |  |  |  |  |

В 2010 году своё 60-летие Полунин отметил с друзьями в собственной творческой мастерской во Франции в преддверии посвящённого юбилею «Каравана мира».
24 января 2013 года Вячеслав Полунин согласился стать художественным руководителем Большого Санкт-Петербургского государственного цирка на Фонтанке и планирует соединить цирк с оперой, симфоническим искусством, живописью и балетом.
При его руководстве был проведён ремонт здания цирка, укреплён исторический купол, под который поставили новую конструкцию, позволяющую с любой точки купола слететь, взлететь, улететь. Внутри появилась система кольцевых площадок, специально для постановок нового поколения. Цирку было возвращено историческое название — «Цирк Чинизелли» (по имени его основателя).

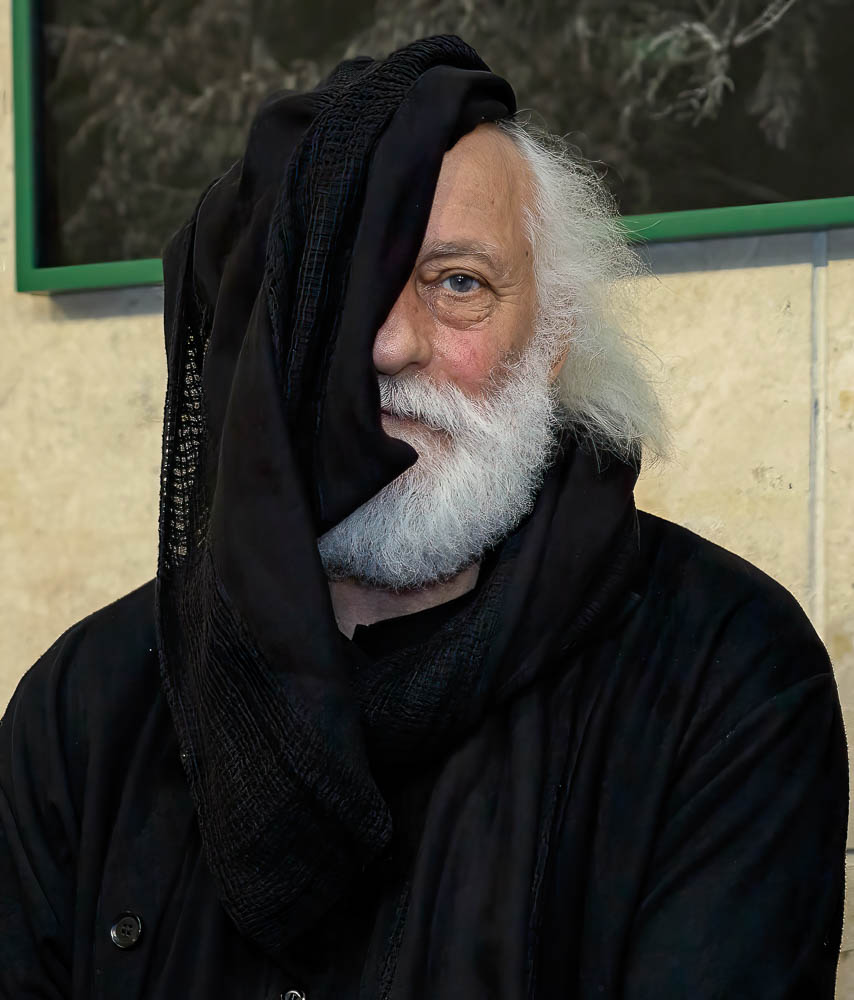
Слава Полунин. Израиль. 2018-й год.

Появились и постановки, в том числе популярная «Золушка» («Бал у Чинизелли, или Тысяча и одна Золушка»).
Однако по истечении контракта 21 апреля 2016 года руководство Росгосцирка предложило Полунину перейти на работу в эту организацию, поскольку профсоюз Цирка на Фонтанке требовал назначить туда другого руководителя.
Полунин организовал и вёл секцию «Новый цирк и уличный театр» Санкт-Петербургского международного культурного форума. Главной темой секции стало фестивальное движение как практически единственный источник информации о современных тенденциях развития циркового и уличного искусства и достижениях зарубежных коллег. В дискуссии участвовали Вячеслав Полунин и генеральный директор Росгорцирка Дмитрий Иванов, вице-президент Международного фестиваля в Монте-Карло Урс Пилз, руководитель итальянского театра Nucleo Горацио Черток, директор фестиваля «Итинэрер» Джон Килби и другие специалисты. Кроме того, в Санкт-Петербург для общения с коллегами приехали генеральный директор «Золотого цирка» Чжу Чуанжень, директор Центра цирковой документации CEDAC Антонио Джарола, директор циркового агентства «Stefani Art Agency» Лачезар Стефанов, директор компании «Армони» Ахмет Экши. В рамках форума прошла также историческая конференция «Уличный театр и цирк — настоящее сквозь призму прошлого».

## Кредо
«Я люблю сочные и яркие цвета, какими рисуют дети, люблю буйство ароматов, словно на Гавайях, люблю насыщенность звука, даже если это всего лишь треск ночных цикад… — рассказывал В.Полунин в интервью санкт-петербургскому журналу Where. — Наполненный до краёв мир я и называю праздничным. Он удивляет, ошеломляет и, наконец, убеждает, что такая жизнь куда приятнее будничной — надо только сделать маленькое усилие над собой и научиться делать серое ярким. Я не хотел бы делать ничего, что не приносит радости мне, моим друзьям, моим зрителям. Так я строю всю жизнь и так собираю команду. Вижу радостного, праздничного человека — и затаскиваю его в спектакль.
В сущности, я всегда занимался созданием праздников — спектакли это, фестивали или просто вечеринки с друзьями. Я понял, что мой главный проект называется „Праздник жизни“ и состоит в том, чтобы превратить нашу серую будничность в яркое, пёстрое и творческое веселье».
Своё кредо Полунин разъяснил в интервью на Радио «Свобода».

Полунин считает, что клоунада — некий способ мировидения, восприятия действительности, а сами клоуны делятся на десяток видов. Клоун-доктор «лечит нашу душу», клоун-поэт «зовёт нас к звёздам, к мечтам» (Жульен Кутеро (Франция), Болеслав Поливка (Чехия)), клоуны-экстремисты «всё разрушают, чтобы пересоздать по-новому», анархисты считают, что не нужно никакого порядка, должна быть полная свобода. 

## «сНежная симфония»
Придуманная Вячеславом Полуниным и Гидоном Кремером «сНежная симфония» (SnowShow Symphony) — продолжение его спектакля «Снежное шоу», созданного в 1993 году и выдержавшего более 4 000 представлений по всему миру, в том числе более 1 000 представлений на Бродвее, в Union Square Theatre.
Классические клоунские репризы соединены с инструментальными пьесами в исполнении Гидона Кремера и камерного оркестра «Кремерата Балтика», при этом музыка взяла на себя роль Белого клоуна. Музыка и клоунада дополняют друг друга, артисты и музыканты играют с залом, при этом динамичное шоу ограничено полутора часами сценического времени.

## Жёлтая Мельница
В большом интервью 2019 года Полунин рассказал о том, как он решил реализовать мечту Николая Евреинова о театрализации обыденной жизни, развивая её по-своему. Полигоном для испытания идеи, соединившей природу, ежедневность и искусство, стала творческая лаборатория «Жёлтая Мельница» во Франции (на четырёх гектарах земли в лесу недалеко от Парижа).

## Семья
Первая жена — Галина.
Вторая жена — Елена Дмитриевна Ушакова, актриса, работает вместе с мужем. Сыновья: Дмитрий Ушаков, технический директор Театра Полунина; Павел Полунин, музыкант; Иван Полунин, артист Театра Полунина.

## Фильмография
| Год  |    | Название                         | Роль                                                             |
| ---- | -- | -------------------------------- | ---------------------------------------------------------------- |
| 1980 | тф | Только в мюзик-холле             | мим Полунин (камео)                                              |
| 1983 | ф  | Небывальщина                     | иноземный царь                                                   |
| 1984 | ф  | И вот пришёл Бумбо…              | клоун                                                            |
| 1985 | ф  | Мы — клоуны                      | жёлтый клоун                                                     |
| 1985 | ф  | Четыре клоуна под одной крышей   | жёлтый клоун                                                     |
| 1986 | ф  | Как стать звездой                | жёлтый клоун с красным носом-цилиндром                           |
| 1986 | тф | Ноль-Один                        | горожанин                                                        |
| 1988 | ф  | Убить дракона                    | воздухоплаватель с тачкой                                        |
| 1996 | ф  | Привет, дуралеи!                 | Юра Каблуков (Каблук) / Огюст Дерулен (озвучивает Андрей Мягков) |
| 2002 | мф | Клоун                            | клоун                                                            |
| 2006 | ф  | Горбунок (фильм не был завершён) | клоун                                                            |
| 2012 | ф  | сНежное шоу 3D                   | Асисяй                                                           |
| 2013 | ф  | Подпись                          | камео                                                            |
| 2013 | ф  | Маруся                           | камео                                                            |
| 2018 | мф | Гофманиада                       | Коппелиус в образе пастора (озвучка)                             |

## Награды
Вячеслав Полунин удостоен множества наград и почётных званий.
Государственные награды:
- Премия Ленинского комсомола (1986) — за концертные программы 1981—1985 годов
- Народный артист Российской Федерации (6 июня 2001) — за большие заслуги в области искусства[3]
- Орден Дружбы (2 февраля 2011) — за заслуги в развитии отечественной культуры и искусства, многолетнюю плодотворную деятельность[20].

Другие награды, премии, поощрения и общественное признание:
- Лауреат второй премии Всесоюзного конкурса артистов эстрады (1979)
- приз «Золотой Остап» лучшему комедийному актёру (1998)
- Лауреат премии «Триумф» за вклад в искусство (1999)
- Царскосельская художественная премия (2000)
- Премия Станиславского (2001)
- Премия Аркадия Райкина (2001)
- Премия «Своя колея» (2008)

Зарубежные награды:
Великобритания, Лондон:
- Приз комедийного сообщества лондонского журнала о развлекательной жизни города Time Out Comedy Award (1994)
- Приз газеты Liverpool Echo за лучшее гастрольное представление (Liverpool Echo Best Touring Production Award) (1996)
- Приз The Herald Angel Award (1996)
- Приз Лоуренса Оливье за лучшее представление (Best Entertainment, Laurence Olivier Award) (1998)
- Театральный приз газеты Manchester Evening News за лучшее международное представление (Manchester Evening News Theatre Awards) (2006)

Испания, Барселона:
- Приз «Золотой нос» Международного фестиваля клоунов (1995)

Шотландия, Эдинбург:
- Приз критики фестиваля в Эдинбурге (Festival Critics Award) (1996)

Австралия:
- Лучший визуальный и физический театр, премия сэра Роберта Хелпманна (Sir Robert Helpmann Award, Best Visual or Physical Theatre) (2000)

США, Нью-Йорк:
- Выдающийся уникальный театральный эксперимент (Outstanding Unique Theatrical Experience), Drama Desk Award (2005)
- Специальное театральное событие (Tony nomination for «Special Theatrical Event») (2009)

Мексика, Мехико:
- Приз Луны за лучшее международное семейное шоу (Luna prize for best international family show) (2006)

Франция:
- Кавалер Ордена искусств и литературы Французской Республики (Chevalier dans l’ordre des Arts et des Lettres. République Française) (2008)

## Документальные фильмы и телепередачи
- «Слава Полунин. „Короли смеха“» («Первый канал», 2003)[21]